# Sergio Avellaneda
Sergio Avellaneda (Duranía, Colombia; 26 de febrero de 1990) es un futbolista colombiano. Juega como arquero.

## Trayectoria
Debutó profesionalmente en el año 2008 al servicio del Independiente Medellín en Copa Colombia se mantuvo en el equipo 'Poderoso' hasta mediados del año 2010 aunque nunca se pudo consolidar siendo la tercera opción para el arco, solo jugó en Copa Colombia durante sus 2 años y medio en el club, en Liga y Copa Libertadores no sumo ni un solo minuto en cancha siendo el suplente del Roquero Gonzalez y Bobadilla.
A mediados del 2010 se confirma como nuevo jugador del 'Doblemente Gloriso' Cúcuta Deportivo, durante 6 años defendió dicho casaca disputando 50 partidos (6 en Primera División, 26 en Segunda División y 18 en Copa Colombia) siendo en el 2016 la temporada que más minutos sumaria en cancha.
Para mediados del 2017 toma nuevos rumbos y es fichado por el reciente campeón de la B el Boyacá Chicó comandado por 'La Flecha' Gómez tendrá que disputar la posición con José Huber Escobar.

## Clubes
| Club                   | País     | Año         |
| ---------------------- | -------- | ----------- |
| Independiente Medellín | Colombia | 2008 - 2010 |
| Cúcuta Deportivo       | Colombia | 2010 - 2017 |
| Boyacá Chicó           | Colombia | 2017 - 2018 |
| Deportivo Pereira      | Colombia | 2019 - 2020 |
| Atlético Bucaramanga   | Colombia | 2022 - 2023 |

## Palmarés

### Campeonatos nacionales
| Título              | Clunb                  | País     | Año  |
| ------------------- | ---------------------- | -------- | ---- |
| Torneo Finalización | Independiente Medellín | Colombia | 2009 |
| Primera B           | Boyacá Chicó           | Colombia | 2017 |
| Primera B           | Deportivo Pereira      | Colombia | 2019 |